# Eerste klasse 1978-79 (basketbal België)
Het seizoen 1978-1979 was de 32e editie van de hoogste basketbalcompetitie.
Per ploeg werden twee buitenlanders toegestaan, plus één genaturaliseerde speler. Met vijf Waalse ploegen was hun aandeel nooit zo groot. Royal Fresh Air Molenbeek behaalde een vierde titel. CEP Fleurus, BBC Gent, SFX Verviers en BC Andenne zijn de nieuwkomers.
Een testwedstrijd besliste over de tweede degradatieplaats, vermits Okapi Aalst en BC Andenne beide met 18 punten eindigden. In St-Truiden werd op neutraal terrein de wedstrijd Andenne-Okapi Aalst 74-87 gespeeld.

## Naamswijziging
Elite Gent werd BBC Gent

## Eindstand
|  |    |                           | P  | W  | V  | G | Ptn |
|  | -- | ------------------------- | -- | -- | -- | - | --- |
|  | 1  | Royal Fresh Air Molenbeek | 26 | 23 | 3  | 0 | 46  |
|  | 2  | Boule D'Or Liège          | 26 | 19 | 7  | 0 | 38  |
|  | 3  | SC Avanti Brugge          | 26 | 17 | 9  | 0 | 34  |
|  | 4  | CEP Fleurus               | 26 | 15 | 11 | 0 | 30  |
|  | 5  | Sunair Oostende           | 26 | 15 | 11 | 0 | 30  |
|  | 6  | BBC Gent                  | 26 | 14 | 12 | 0 | 28  |
|  | 7  | SFX Verviers              | 26 | 14 | 12 | 0 | 28  |
|  | 8  | BT Kortijk                | 26 | 13 | 13 | 0 | 26  |
|  | 9  | Eveil Monceau             | 26 | 12 | 14 | 0 | 24  |
|  | 10 | Sint Truiden BB           | 26 | 11 | 15 | 0 | 22  |
|  | 11 | Maes Pils Mechelen        | 26 | 10 | 16 | 0 | 20  |
|  | 12 | Okapi Aalst               | 26 | 9  | 17 | 0 | 18  |
|  | 13 | BC Andenne                | 26 | 9  | 17 | 0 | 18  |
|  | 14 | Athlon Ieper              | 26 | 1  | 25 | 0 | 2   |

1928 · 1929 · 1930 · 1931 · 1932 · 1933 · 1934 · 1935 · 1936 · 1937 · 1938 · 1939 · 1940 · 1941 · 1942 · 1943 · 1944 · 1945 · 1946 · 1947 · 1948 · 1949 · 1950 · 1951 · 1952 · 1953 · 1954 · 1955 · 1956 · 1957 · 1958 · 1959 · 1960 · 1961 · 1962 · 1963 · 1964 · 1965 · 1966 · 1967 · 1968 · 1969 · 1970 · 1971 · 1972 · 1973 · 1974 · 1975 · 1976 · 1977 · 1978 · 1979 · 1980 · 1981 · 1982 · 1983 · 1984 · 1985 · 1986 · 1987 · 1988 · 1989 · 1990 · 1991 · 1992 · 1993 · 1994 · 1995 · 1996 · 1997 · 1998 · 1999 · 2000 · 2001 · 2002 · 2003 · 2004 · 2005 · 2006 · 2007 · 2008 · 2009 · 2010 · 2011 · 2012 · 2013 · 2014 · 2015 · 2016 · 2017 · 2018 · 2019 · 2020 · 2021